# Qarabağlar
Qarabağlar är en ort i Azerbajdzjan.   Den ligger i distriktet Nachitjevan, i den sydvästra delen av landet, 400 km väster om huvudstaden Baku. Qarabağlar ligger 1 173 meter över havet och antalet invånare är 5 833.
Terrängen runt Qarabağlar är huvudsakligen kuperad, men norrut är den bergig. Qarabağlar är det största samhället i trakten. 
Trakten runt Qarabağlar består i huvudsak av gräsmarker. Runt Qarabağlar är det ganska glesbefolkat, med 48 invånare per kvadratkilometer.